# جيمس ديفيد باربر
جيمس ديفيد باربر (بالإنجليزية: James David Barber) هو عالم سياسة أمريكي، ولد في 31 يوليو 1930 في تشارلستون في الولايات المتحدة، وتوفي في 12 سبتمبر 2004 في درم في الولايات المتحدة.